# Proasellus vulgaris
Proasellus vulgaris är en kräftdjursart som först beskrevs av Boris Sket1965.  Proasellus vulgaris ingår i släktet Proasellus och familjen sötvattensgråsuggor. Inga underarter finns listade i Catalogue of Life.